# Eunoumeana caprimulgata
Eunoumeana caprimulgata là một loài bướm đêm trong họ Geometridae.